# Hans-Klaus Fingerle
Hans-Klaus Fingerle (* 1. April 1908 in Magdeburg; † 6. Juni 1988 in Wilhelmshaven) war ein deutscher Flottillenadmiral der Bundesmarine.

## Leben
Fingerle, Sohn eines Kaufmanns, trat am 1. April 1926 in die Reichsmarine ein und war als Leutnant zur See (Ing.) 1931 bei der 1. Torpedobootshalbflottille. Am 1. Oktober 1932 zum Oberleutnant zur See (Ing.) befördert, war er im gleichen Jahr Leitender Ingenieur auf dem Torpedoboot T 190 bzw. G 8 bei der 1. Torpedobootshalbflottille.
In der Kriegsmarine wurde Fingerle am 1. Oktober 1936 zum Kapitänleutnant (Ing.) befördert und war Führer der 3. (Ausbildungs-)Kompanie der Marineschule Kiel. Ein Jahr später war er hier Ausbildungsoffizier für Fähnriche (Ing.) und zugleich Führer des Stabszuges. Als Korvettenkapitän (Ing.) war er später mit der Aufstellung im November 1939 bis März 1941 Flottilleningenieur der 2. Torpedobootsflottille.
Nach dem Krieg kam Fingerle zur Bundesmarine und war als Kapitän zur See von Juni 1962 bis September 1963 Chef des Stabes des Marineabschnittskommandos Nordsee. Er kam in den Führungsstab der Marine und war hier ab September 1963 als Nachfolger von Kapitän zur See Hellmuth Strobel bis September 1965 Leiter der Unterabteilung IV (Logistik). Als Flottillenadmiral war er dann von Oktober 1965 bis Ende September 1968 Inspizient der Marineversorgung im Marineamt. Anschließend ging er in den Ruhestand.
Fingerle war mit Liselotte Eden verheiratet.